# Mösting (cratère)
Mösting est un petit cratère d'impact lunaire situé dans les franges sud-est de la Mare Insularum. Il est nommé d'après le bienfaiteur danois Johan Sigismund von Mösting. Le cratère en ruine Sömmering se trouve au nord-ouest. Au sud-est se trouve le grand cratère-baie de Flammarion. Mösting a une paroi intérieure en terrasse et une petite colline centrale au milieu du sol.
Au sud-sud-est se trouve le Mösting A, en forme de bol. Cette petite caractéristique forme l'emplacement fondamental dans le système de coordonnées sélénographiques. Il est défini comme ayant les coordonnées suivantes (3° 12' 43.2 S, R° 12' 39.6 W).
Plus tard, le système de coordonnées devient encore plus précisément défini à l'aide de l'expérience de télémétrie laser lunaire.

## Cratères satellites
Par convention, ces caractéristiques sont identifiées sur les cartes lunaires en plaçant la lettre sur le côté du milieu du cratère le plus proche de Mösting.
| Mösting | Latitude | Longitude | Diamètre |
| ------- | -------- | --------- | -------- |
| UNE     | 3,2 ° S  | 5,2 ° O   | 13 km    |
| B       | 2,7 ° S  | 7,4 ° O   | 7 km     |
| C       | 1,8 ° S  | 8,0 ° O   | 4 km     |
| ré      | 0,3 ° S  | 5,1 ° O   | 7 km     |
| E       | 0,3 ° N  | 4,6 ° O   | 44 km    |
| K       | 0,7 ° S  | 7,4 ° O   | 3 km     |
| L       | 0,6 ° S  | 3,4 ° O   | 3 km     |
| M       | 1,3 ° S  | 4,3 ° O   | 31 km    |
| U       | 3,2 ° S  | 6,6 ° O   | 18 km    |

Images du cratère Mösting.
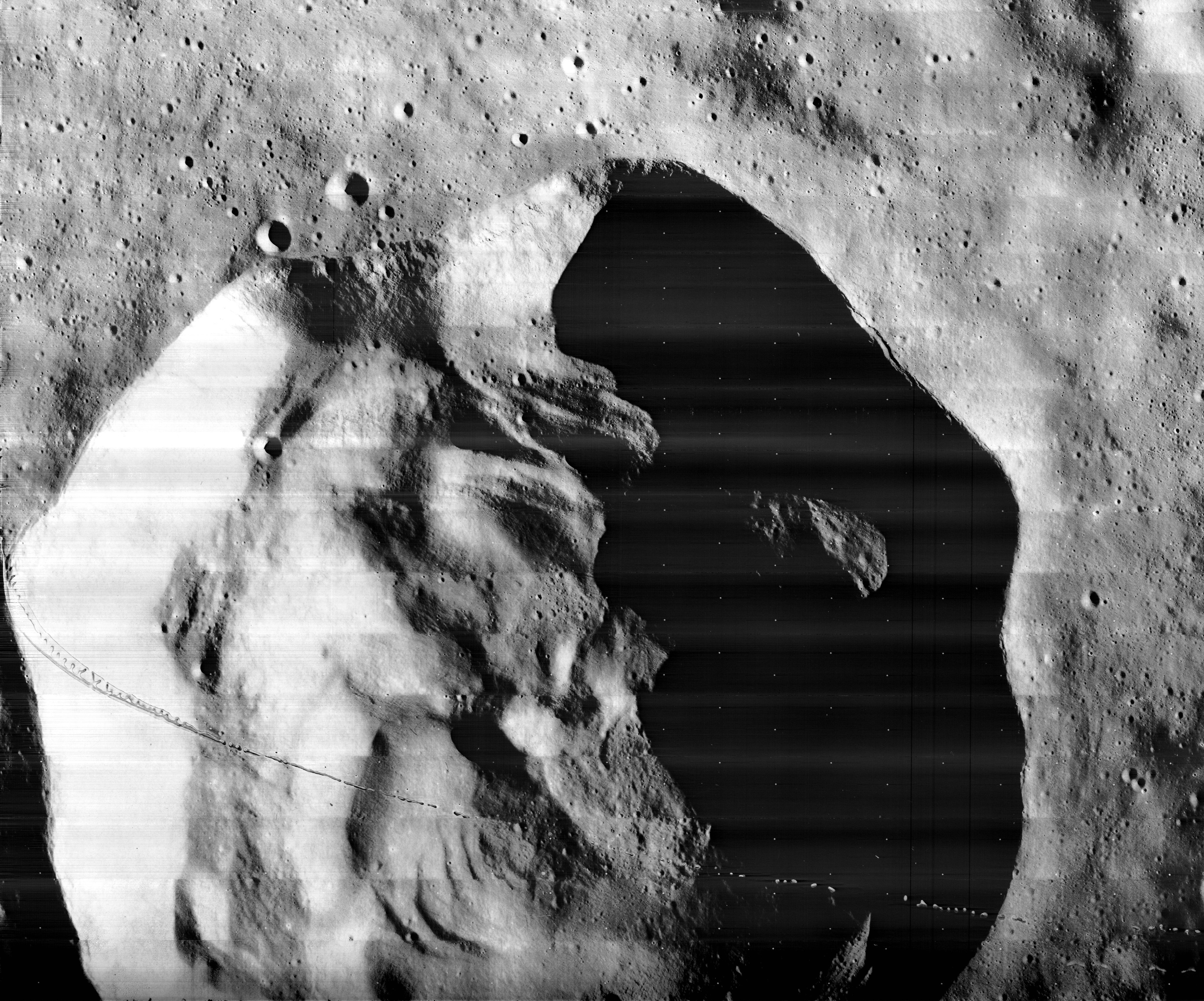
Gros plan de Mösting du Lunar Orbiter 3.
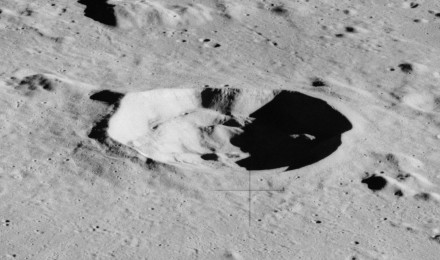
Vue oblique d'Apollo 16, face au nord.
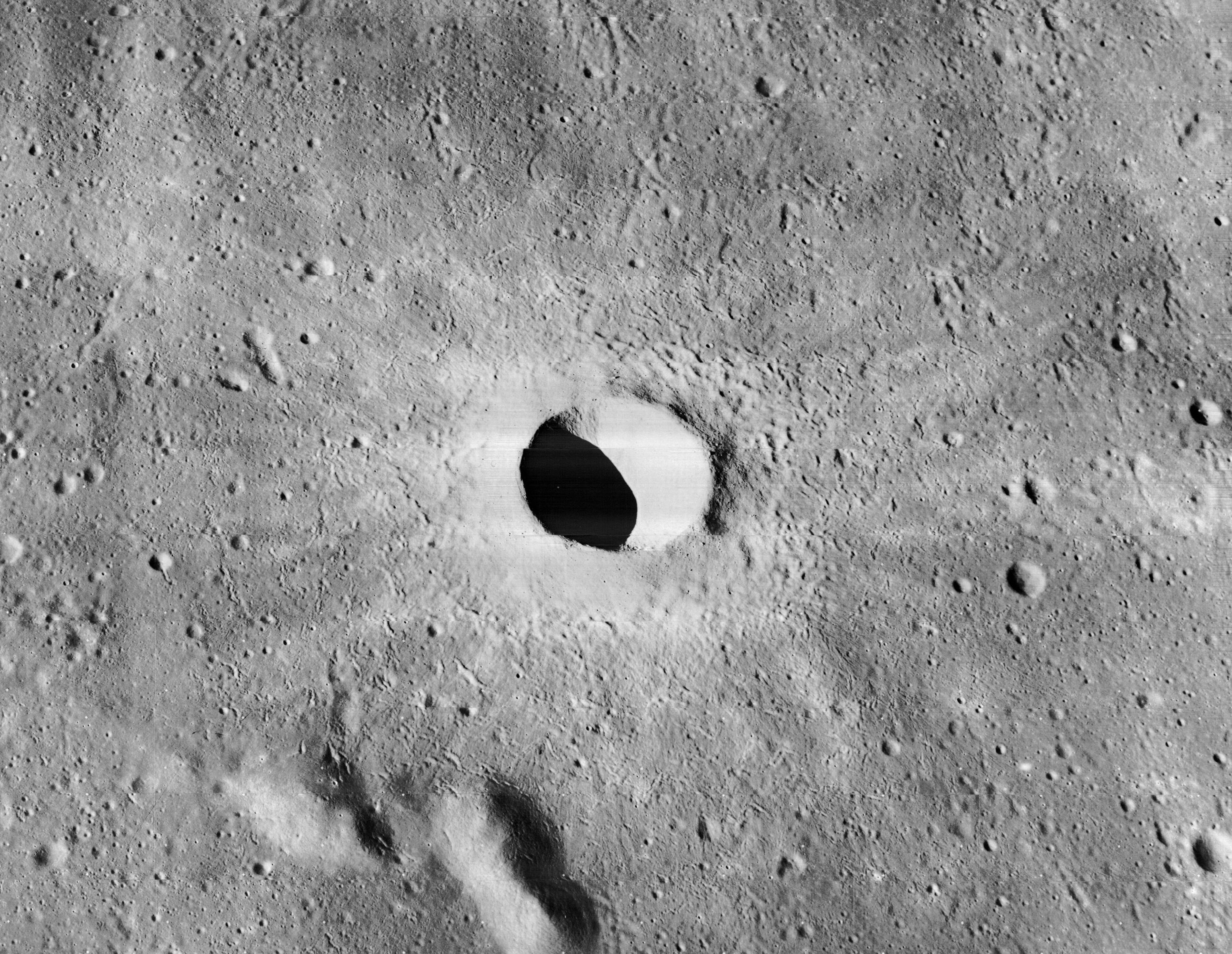
Le cratère rayé Mösting C.